# An Schwager Kronos

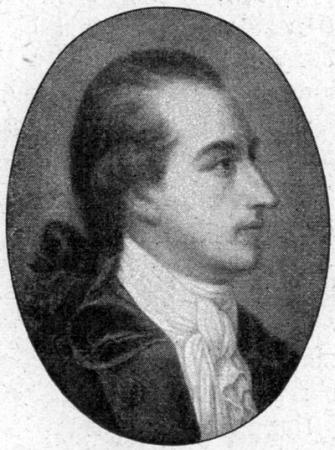
Johann Wolfgang von Goethe, 1779

An Schwager Kronos ist ein Gedicht des deutschen Dichters Johann Wolfgang von Goethe. Nach einigen Angaben entstand es am 10. Oktober 1774 auf der Rückfahrt nach Darmstadt, in der Goethe den Dichter Friedrich Gottlieb Klopstock begleitete. In Hinsicht auf das Verfassungsjahr, kann das Gedicht zur Literaturepoche „Sturm und Drang“ eingeordnet werden. Mit dem Gedicht fasst Goethe die neuen Lebensinhalte nach der Zeit der Aufklärung zusammen.

## Form
Das Gedicht ist metrisch ungebunden, folgt keinem Reimschema und gliedert sich in sieben unterschiedlich lange Strophen, die jedoch, bis auf ein Enjambement zwischen der fünften und sechsten, untereinander abgeschlossen sind.

## Inhalt
Das Gedicht thematisiert das Lebensideal und -gefühl der Epoche Sturm und Drang.
Strophe 1: Vers 1–8
Spute dich, Kronos!

Fort den rasselnden Trott!

Bergab gleitet der Weg;

Ekles Schwindeln zögert

Mir vor die Stirne dein Zaudern.

Frisch, holpert es gleich,

Über Stock und Steine den Trott

Rasch ins Leben hinein!

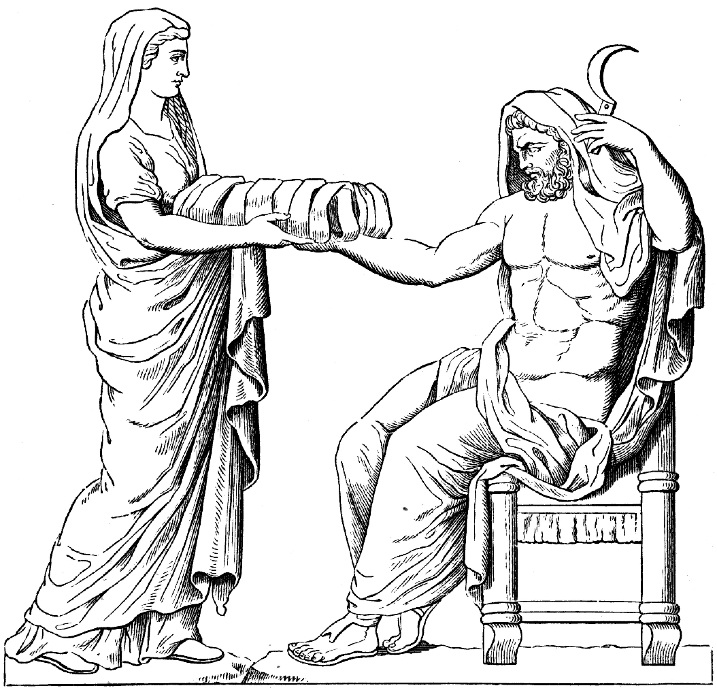
Rhea überreicht Kronos einen in Windeln gewickelten Stein

– Diese Strophe ist die Einführung in das Thema des Gedichtes. Das lyrische Ich spricht zu dem griechischen Gott Kronos. Kronos steht in diesem Fall für eine personifizierte Figur und verkörpert das vergängliche Leben des Menschen. Es wird das menschliche Leben beschrieben und dabei die Wünsche und das Bestreben des Menschen veranschaulicht.
Strophe 2: Vers 9–13
Nun schon wieder

Den eratmenden Schritt

Mühsam Berg hinauf!

Auf denn, nicht träge denn,

Strebend und hoffend hinan!
– In der vorliegenden Strophe wird der Mensch aufgefordert sich zu bemühen, um das Leben meistern zu können. Dabei wird deutlich, dass der Mensch sich anstrengen sollte. Dies wird durch die Aufforderung „schwierige Schritte zu wagen“ deutlich.
Strophe 3: Vers 14–18
Weit, hoch, herrlich der Blick

Rings ins Leben hinein;

Vom Gebirg zum Gebirg

Schwebet der ewige Geist,

Ewigen Lebens ahndevoll.
– Hiermit wird verdeutlicht, dass sich alle Bemühungen am Ende auszahlen und die angestrebte Selbsterfüllung erreicht werden kann.
Strophe 4: Vers 19–24
Seitwärts des Überdachs Schatten

Zieht dich an

Und ein Frischung verheißender Blick

Auf der Schwelle des Mädchens da.

Labe dich! – Mir auch, Mädchen,

Diesen schäumenden Trank,

Diesen frischen Gesundheitsblick!
– Das besondere an der Epoche Sturm und Drang wird in dieser Strophe deutlich. Das fehlhafte Handeln des Menschen gilt erstmals als gestattet und der Mensch wird für seine Taten nicht verachtet. Die vielen Möglichkeiten des Lebens sollen erkundet und genossen werden.
Strophe 5/6: Vers 25–36
Ab denn, rascher hinab!

Sieh, die Sonne sinkt!

Eh sie sinkt, eh mich Greisen

Ergreift im Moore Nebelduft,

Entzahnte Kiefer schnattern

Und das schlotternde Gebein –

Trunknen vom letzten Strahl

Reiß mich, ein Feuermeer

Mir im schäumenden Aug,

Mich geblendeten Taumelnden

In der Hölle nächtliches Tor.
– Die fünfte und sechste Strophe thematisiert den Tod bzw. das Ende des Lebens. Der lyrische Sprecher warnt vor dem Leiden im hohen Alter. Um dies zu umgehen, verlangt er schon vor dieser Zeit sich ins Jenseits zu begeben, um das Schrecken am Ende des Lebens nicht miterleben müssen.
Strophe 7: Vers 37–41
Töne, Schwager, ins Horn,

Raßle den schallenden Trab,

Daß der Orkus vernehme: wir kommen,

Daß gleich an der Türe

Der Wirt uns freundlich empfange.
– Diese Strophe verweist auf den Epochenwechsel. Hier wird der neue und bessere Mensch angekündigt und verdeutlicht dadurch, dass sich Goethes eigene Epoche, Sturm und Drang, durchsetzen wird, sodass sie die Aufklärung ablöst.
In der ursprünglichen Fassung lautet die Strophe:
Töne, Schwager, ins Horn,

Raßle den schallenden Trab,

Daß der Orkus vernehme: ein Fürst kommt,

Drunten von ihren Sitzen

sich die Gewaltigen lüften.

## Historischer Hintergrund
Im Herbst 1774 hielt sich Klopstock zwei Wochen bei Goethes Eltern in Frankfurt auf. Goethe selbst hatte gerade seinen Erstlingsroman Die Leiden des jungen Werthers (1774) veröffentlicht, der zu einem europaweiten Erfolg werden sollte. Goethe begleitete Klopstock ein Stück weit auf seiner Weiterreise und kehrte dann alleine nach Frankfurt zurück. Auf der Rückreise entstand das Gedicht. Goethe hat dem Manuskript handschriftlich hinzugefügt: „in der Postchaise d. 10. Oktbr 1774“.

## Interpretationen
Mit seinem Werk führt Goethe in die Zeit der neuen und besseren Lebensinhalte ein. Die Kutschfahrt, die im Gedicht aufgeführt wird, lässt sich als Lebensfahrt deuten. Diese Fahrt soll sinnbildlich als „Fahrt des neuen Lebensgefühls“ gelten. Junge Künstler des Sturm und Drang nahmen sich dieses Gedicht als Leitfaden, welches die Ideale des Lebens darstellt. Das Gedicht „An Schwager Kronos“ gilt durchaus als bewegendes Werk, das den Gedanken der damaligen Zeit und des Lebensumbruchs veranschaulicht. Das Gedicht weist auf die menschliche Begrenztheit hin und fordert somit auf, das Leben nicht nur hinzunehmen, sondern das gewünschtes Leben zu bestreben. Das Werk wird als Paradebeispiel für den Sturm und Drang gehalten. Im Hinblick auf die Zeit der Entstehung des Gedichtes, lässt es sich als Rückblick des Dichters, Johann Wolfgang von Goethe, deuten. Dadurch, dass er sich auf der Rückfahrt nach Darmstadt befand, als er das Gedicht verfasste, kann angenommen werden, dass er sein eigenes Leben hinterfragte.

## Vertonungen
Franz Schubert, der 62 Texte Goethes, manche davon sogar mehrmals, vertont hat, hat An Schwager Chronos 1818 vertont. Veröffentlicht wurde das Lied (D 369 - Opus 19/1, in d-moll) am 6. Juni 1825 in Wien bei Anton Diabelli & Comp., zusammen mit zwei weiteren Goethe-Vertonungen und einer Widmung an Goethe. Schubert hat nicht den Text aus der Erstfassung von 1778 verwendet, sondern den geglätteten Text der späteren Ausgaben.
1860 schrieb Johannes Brahms auf Bitten des Baritons Julius Stockhausen eine Bearbeitung für Solostimme und Klavier, sowie später eine weitere Bearbeitung für Männerchor und Orchester, die 1871 in einem Konzert des Wiener Akademischen Gesangvereins aufgeführt wurde.